# Carmine Crocco
Carmine Crocco (Rionero in Vulture, 5 de junio de 1830 - Portoferraio, 18 de junio de 1905) fue un bandolero italiano que se distinguió en el período inmediatamente posterior a la Unificación de Italia y uno de los más temidos guerrilleros del siglo XIX, conocido también como "el Napoleón de los bandoleros".

## Biografía
Nacido en una familia de pastores de Basilicata, Crocco se vio obligado a huir después de haber matado a un hombre que molestaba a su hermana Rosina y, para evitar la cárcel, se alistó en el ejército de Giuseppe Garibaldi esperando recibir la gracia, pero fue detenido. Crocco quedó decepcionado por este acontecimiento, y se puso a las órdenes del rey Borbón Francisco II, convirtiéndose en comandante de un ejército de dos mil hombres.
Junto a sus hombres, Carmine Crocco logró ocupar todo el Vulture (la parte norte de la región de Basilicata) en diez días. Al mismo tiempo, el 22 de octubre de 1861, llegó desde Roma, bajo las órdenes de Francisco II, el general español José Borges, que, aturdido por las victorias de Crocco, se reunió con él en Lagopesole. Borges necesitaba su ayuda para organizar una revuelta contra los Saboya y proporcionó apoyo militar. El brigante de Rionero conquistó  la casi totalidad de Basilicata, pero, una vez llegado a Potenza, se vio obligado a dar marcha atrás debido a los refuerzos del ejército de los Saboya.
Después de la traición de uno de sus lugartenientes, de nombre Giuseppe Caruso, Crocco escapó a Roma en busca de la protección del papa Pío IX, el cual, junto a Francisco II, financiaba y apoyaba las revueltas de los briganti (bandoleros) en el Mezzogiorno, pero fue capturado en Veroli (cerca de Frosinone) y luego transferido a Potenza. Durante el juicio, Crocco fue acusado de 62 asesinatos, 13 intentos de asesinato, 1.200.000 liras italianas de daños causados por la guerra, y otros delitos como la extorsión y atracos. El brigante fue condenado a muerte el 11 de septiembre de 1872, pero luego la pena fue conmutada por trabajos forzados de por vida en la cárcel de Portoferraio (en la isla de Elba), donde pasó el resto de su vida.

## Impacto cultural
- En 1999, salió la película Los llamaron... ¡bandidos!, que habla de la vida de Crocco.
- En Brindisi Montagna (cerca de Potenza) es organizado cada año un espectáculo llamado "La Storia Bandita", donde tres mil personas asisten. El espectáculo está comisariado por artistas conocidos como Michele Placido, Jean-François Touillard, Antonello Venditti y Lucio Dalla.[7]